# 代恩
代恩（德語：Dehrn，發音：[deːɐ̯n]）是德国黑森州伦克尔的市辖区，位于兰河右岸，2023年12月31日人口为2,192人，是伦克尔最大的区。代恩原为一独立市镇，1974年7月1日，代恩并入伦克尔。